# Caitlin Clark
Caitlin Clark, född den 22 januari 2002 i Iowa, är en amerikansk basketspelare.

## Karriär
Clark har spelat för det amerikanska U19-basketlandslaget som vunnit guld i U19-världsmästerskapen både 2019 och 2021. År 2021 blev hon vald till mästerskapets mest värdefulla spelare. I 2024 års WNBA-draft blev Clark vald först av alla och kommer att spela för Indiana Fever.
I juli 2024 i matchen mot New York Liberty blev Clark den första WNBA-nybörjaren att göra en trippel-dubbel.